# 三津町
三津町（みつちょう）は、広島県賀茂郡にあった町。現在の東広島市安芸津町三津にあたる。

## 地理
- 海洋：瀬戸内海[2]
- 河川：三津大川[2]

## 歴史
- 1889年（明治22年）4月1日、町村制の施行により、賀茂郡三津村が単独で村制施行し、三津村が発足[2][3]。
- 1893年（明治26年）4月12日、町制施行し三津町となる[2][3]。
- 1903年（明治36年）豊田銀行三津支店開設[2]。
- 1913年（大正2年）電話開通・電灯点灯[2]。
- 1943年（昭和18年）1月1日、賀茂郡早田原村、豊田郡木谷村と合併し、賀茂郡安芸津町を新設して廃止された[2][3]。

### 地名の由来
神功皇后朝鮮出兵伝説で軍船を寄せた津とされ、御津（みつ）と称したことから。

## 産業
- 農業、漁業、酒造、赤煉瓦[2]

## 行政

### 町長
- 岸本嵓 1893年4月 - 1896年8月[1]
- 本田泰三 1896年11月 - 1897年5月[1]
- 荒谷友太郎 1897年6月 - 1898年4月[1]
- 三浦仙三郎 1898年5月 - 1898年10月[1]
- 菅五郎右衛門 1899年1月 - 1901年2月[1]
- 行友俊彦 1901年8月 - 1904年3月[1]
- 行友道麿 1904年4月 - 1908年4月[1]
- 日下是一 1908年5月 - 1909年9月[1]
- 黒抗徳太郎 1909年11月 - 1939年11月[1]
- 堀本良人 1940年1月 - 1942年12月[1]

## 交通

### 鉄道
- 1935年（昭和10年）国有鉄道呉線が全通し、安芸三津駅（現安芸津駅）開設[2]。

## 出身人物
- 加計勉（加計学園創立者）
- 日下晃次郎[4]（広島県多額納税者、廣島證券商事社長）